# Satz von Birman-Series
Der Satz von Birman-Series, benannt nach Joan Birman und Caroline Series, ist ein Lehrsatz der hyperbolischen Geometrie. Er besagt, dass, anders als in der euklidischen Geometrie des Torus, auf einer hyperbolischen Fläche die Geodäten nicht dicht liegen.

## Satz von Birman-Series
Es sei {\displaystyle S} eine hyperbolische Fläche von endlichem Flächeninhalt, das heißt eine 2-dimensionale Mannigfaltigkeit mit einer riemannschen Metrik von konstanter negativer Krümmung und endlichem Flächeninhalt.
Für {\displaystyle k\geq 0} sei {\displaystyle G_{k}} die Menge der Geodäten von {\displaystyle S} mit höchstens {\displaystyle k} transversalen Selbstschnitten und {\displaystyle S_{k}\subset S} die Menge der Punkte, die auf einer Geodäte in {\displaystyle G_{k}} liegen.
Dann ist {\displaystyle S_{k}} eine nirgends dichte Teilmenge von {\displaystyle S} und sie hat die Hausdorff-Dimension 1.

## Einfache geschlossene Kurven
Der Spezialfall {\displaystyle k=0} besagt insbesondere, dass die einfachen geschlossenen Geodäten nirgendwo dicht liegen. Bereits dieser einfachste Fall unterscheidet hyperbolische Flächen signifikant von euklidischen: Auf einem euklidischen Torus liegt jeder Punkt auf (unendlich vielen) einfachen geschlossenen Geodäten.